# Yoshikazu Goto
Yoshikazu Goto (født 20. februar 1964) er en tidligere japansk fodboldspiller.
Han har spillet for flere forskellige klubber i sin karriere, herunder JEF United Ichihara og Consadole Sapporo.